# Tacitus

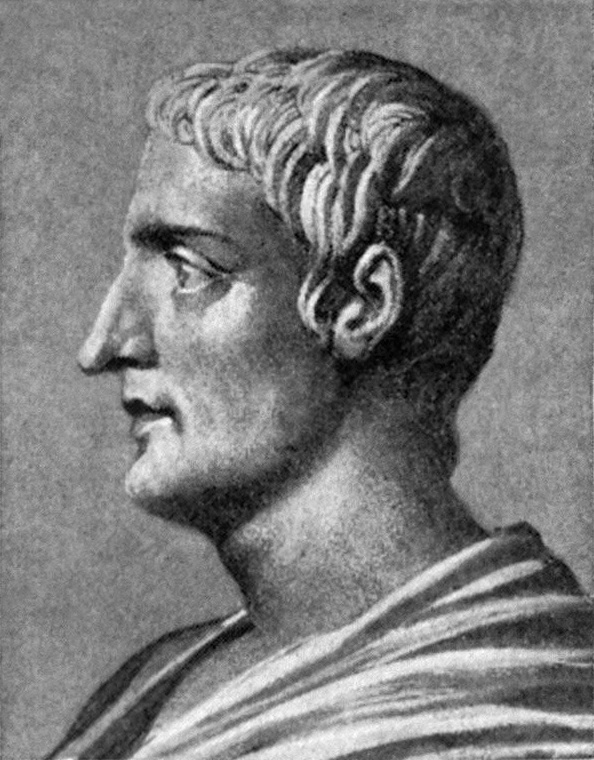
Illustration från 1920 av en byst som troddes föreställa Tacitus

Publius (eller Gaius) Cornelius Tacitus, född omkring 55, död omkring 120, var en romersk historiker, författare och statsman, som tillhörde senatorsståndet. Han blev praetor år 88 och konsul år 97, efter vilket han sedan utnämndes till prokonsul i provinsen Asia år 112. Det är huvudsakligen de efterlämnade skrifterna i historia, samtid, och etnografi som givit Tacitus ett namn för eftervärlden. Han var gift med den romerska generalen Agricolas dotter Julia.

## Biografi
Inte mycket är känt om Tacitus liv. Han tros inte ha tillhört den patriciska ätten Cornelia utan förmodligen en släkt ur det romerska riddarståndet, och det fanns en annan Cornelius Tacitus, prokurator i Belgien och Germanien, som kan ha varit historikerns far eller farbror. Historikern Tacitus blev dock senator, enligt honom själv tack vare kejsar Vespasianus. Troligen föddes han under något av åren 55, 56 eller 57 e.Kr., baserat på minimiåldern för de ämbeten han innehade. Hans födelseplats kan ha varit norra Italien eller Gallia Narbonensis.
Tacitus var senator, konsul under Nerva 97–98 och prokonsul över provinsen Asia 112–113. Han gifte sig med Gnaeus Julius Agricolas dotter Julia år 77 och påstås (sannolikt felaktigt) vara förfader till kejsaren Marcus Claudius Tacitus.

## Litterära verk

### Germania
Ett av de mest omdebatterade verken av Tacitus är den etnografiska De origine et situ Germanorum (Germania) från 98, där olika folkslag gemensamt kallade germaner, och deras kultur beskrivs. Germanska etnologer och nationalister har sedan 1600-talet försökt enas om tolkning av denna, och den har haft en avgörande betydelse för de nationella identiteter som berörs, men var fundamental även för germansk språkhistorisk normalvetenskap och på senare tid framför allt inom arkeologin.
Trots att avståndet till Norden var långt, har Tacitus uppgifter i Germania en seriös karaktär, det han skriver verkar sakligt och objektivt. Inget stöd finns för att Tacitus själv besökt området utan verket ska ses som en andrahandsuppgift. Det finns dock flera skolor som tolkar hans utsagor på olika sätt; full enighet om tillförlitlighet och tolkningar råder inte. Därtill kommer att det finns olika tolkningssätt för att översätta det komplexa latin som Tacitus skrev.
Enligt traditionell tolkning nämns Sverige och dess folk som suioner, svioner, som bor på en ö i havet (Suionum hinc civitates ipso in Oceano). Rudbeck d.ä. tolkade även de övergripande suebierna som svenskar, vilket forskningen i princip sedan dess avvisat. Därtill är Tacitus framställning inte riktigt klargörande och ger utrymme till flera andra tolkningar. Språkhistoriskt är det intressant att Tacitus jämför med brittiska, vad gäller Aestiorum (trad. Esterna). 
Detta verk har vållat en del diskussioner, särskilt vad beträffar tolkningen av den senare Jordanes Getica; även goter (gotoner) nämns, samt gothinier som talar galliska. Den senares teori om ön Scandza (Skandinavien eller Skåne) som goternas urhem finner dock av naturliga skäl inte stöd i Germania, då Tacitus Germania skrevs ca 400 år tidigare. Det bör även påpekas att geografin inte stämmer med svenska förhållanden, men att flera tyska geografiska benämningar lever kvar till idag.

### Tacitus skrifter i teologisk kontext

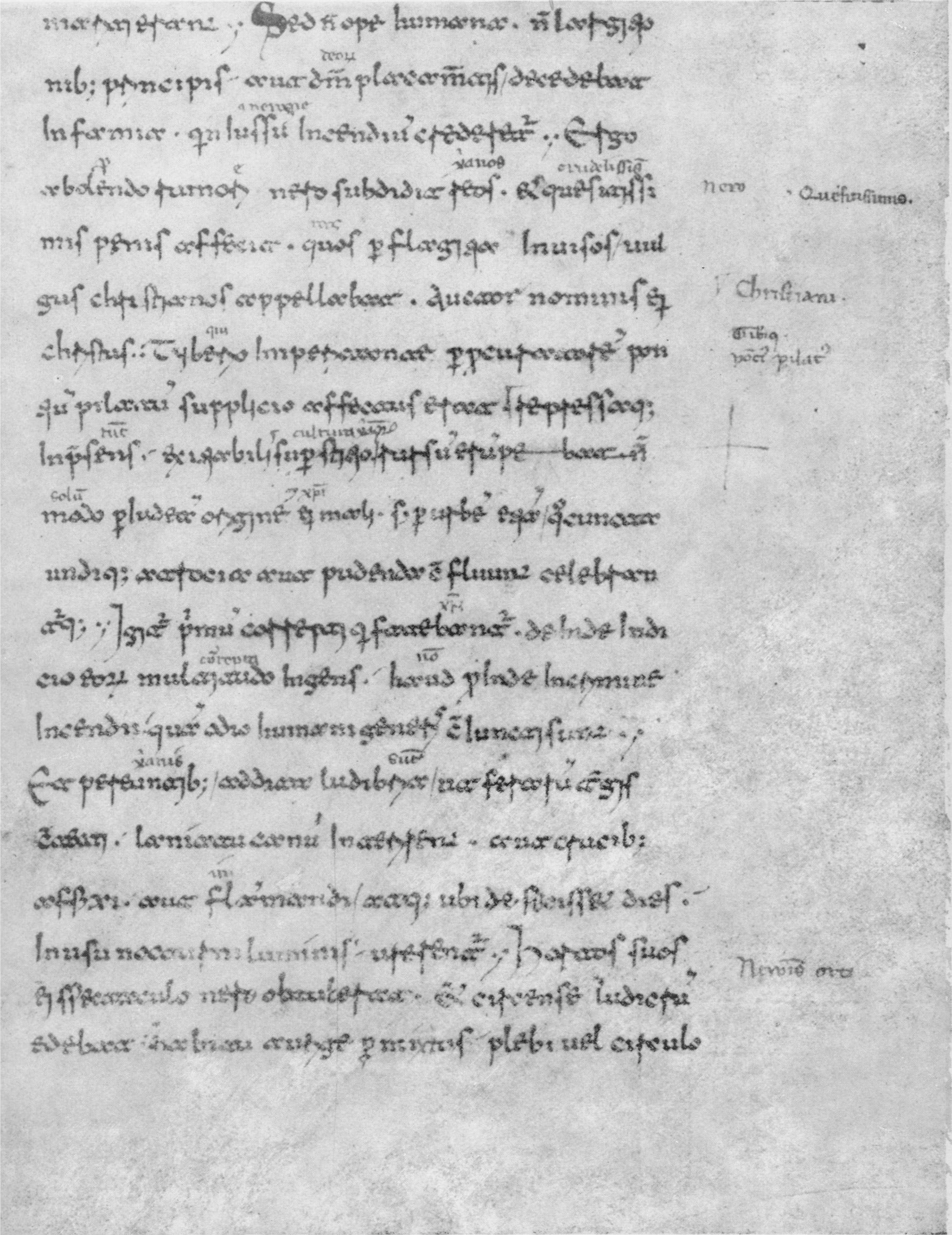
Annaler 15.44, i den äldsta bevarade handskriften

Tacitus skrifter är betydelsefulla för den kristna religionshistorien. I Annales skriver Tacitus att de kristna fått sitt namn efter Kristus, som ska ha avrättats på order av den romerske prokuratorn Pontius Pilatus under den romerske kejsaren Tiberius regering.
En teori har varit att Tacitus hade fått dessa uppgifter från romerska rättegångsprotokoll. Denna teori är dock obekräftad och som argument mot detta kan anföras att Tacitus inte använder Pilatus korrekta titel prefekt (lat. praefect), utan titeln prokurator som användes under hans egen tid.
Ett fåtal historiker menar att hela stycket är ett senare tillägg gjort av de kristna, men det verkar orimligt eftersom Tacitus kallar kristendomen för en hemsk och skamlig vidskepelse. Om stycket var tillagt av kristna redaktörer borde språket ha varit mindre kritiskt till deras egen religion. Andra teorier går ut på att Tacitus ursprungligen skrev om en judisk uppviglare (se Krestus) och att endast raden om Kristus är tillagd i efterhand. Detta på grund av att termen "kristen" inte var i bruk under den tid som texten handlar om. Dock var begreppet i bruk när Annales skrevs, varför det inte helt kan avskrivas. Många forskare menar därför att texten är autentisk.
I mer ordagrann översättning lyder passagen:
”Upphovsmannen till detta namn, Christus, avrättades genom prokurator Pontius Pilatus när Tiberius regerade; och [fastän] undertryckt för stunden utbröt den fördärvliga vidskepelsen på nytt, inte endast i Judeen, detta ondas upphov, utan även i staden [Rom], där all världens gräsligheter och skamligheter flödar samman och förhärligas [eller: ivrigt idkas].”